# Julien Sotiault
Julien Sotiault, né le 9 septembre 1904 au Havre et mort le 27 août 1975 à Orléans, est un footballeur international français.

## Biographie
Son poste de prédilection est attaquant. Il compte 5 sélections en équipe de France de football : 
- Portugal-France au Estádio do Lumiar à Lisbonne en 1927,
- France-Italie à Colombes au stade olympique Yves-du-Manoir en 1927,
- France-Espagne à Colombes au stade olympique Yves-du-Manoir en 1927,
- France-Angleterre à Colombes au stade olympique Yves-du-Manoir en 1927,
- Hongrie-France à Budapest en 1927[2].

## Clubs successifs
- US Saint-Thomas du Havre

## Carrière
Seul en pointe pour sa première sélection, meneur de jeu lors de sa deuxième, Julien pouvait varier les plaisirs au gré des circonstances. Il se fit remarquer contre l'Italie, en 1927, en égalisant sur une action rageuse à la dernière minute. Dommage qu'il n'ait jamais voulu quitter son petit club car il aurait pu progresser et, au vu de ses étonnantes qualités techniques, se forger un palmarès beaucoup plus consistant.